# Svodnice
Die Svodnice ist ein linker Nebenfluss der March in Tschechien.

## Geographie
Die Svodnice entspringt bei Suchov am westlichen Fuße der Lipinka (504 m) in den Weißen Karpaten. An ihrem Lauf nach Nordwesten liegen die Ortschaften Blatnička, Blatnice pod Svatým Antonínkem, Svodnický Mlýn und Milokošť. Nördlich von Veselí nad Moravou mündet die Svodnice in die March.
Die Svodnice hat eine Länge von 19,8 km, ihr Einzugsgebiet beträgt 44,6 km².
Unterhalb von Blatnička wird die Svodnice im Stausee Blatnička gestaut.

## Zuflüsse
- Suchovský potok (l), bei Suchov
- Bozatínský potok (l), Blatnice pod Svatým Antonínkem